# ガリアーノ (リキュール)

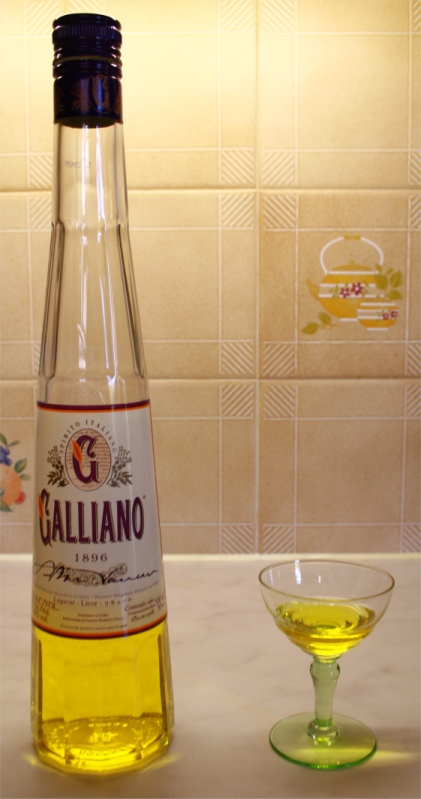
ガリアーノ

ガリアーノ（Galliano）とは、イタリア産のリキュールの銘柄の1つである。液色は黄色、アルコール度数は35度、エキス分は33％。

## 歴史
ガリアーノは、1897年にイタリアのトスカーナ州のリヴォルノで、アルトゥーロ・ヴァッカリ（Arturo Vaccari）によって開発されたリキュールである。ところで、酒の名称の「ガリアーノ」と言うのは、1895年〜1896年にかけてのイタリア・エチオピア戦争で、イタリア軍の拠点であったエンダ・ジーザス要塞の守備を担当していた、陸軍少佐のジュゼッペ・ガリアーノ（Giuseppe Galliano）の姓から取られたものである。このリキュールの開発者のアルトゥーロ・ヴァッカリは、この戦争で英雄とされたジュゼッペ・ガリアーノに感銘を受け、自ら開発したリキュールに、彼の名を冠することを決めたとされる。なお、このリキュールに「ガリアーノ」の名を与えるに当り、アルトゥーロ・ヴァッカリは、リキュールをガリアーノ家に贈って、ガリアーノの名前を使う許可を得ている。1997年現在はボトルのラベルはすでに変更されてしまっていたが、かつてラベルには、ジュゼッペ・ガリアーノが防衛したエンダ・ジーザス要塞が描かれていた。20世紀初頭には、アメリカなどでもすでに一定の知名度を得るまでになっており、例えばニューヨークではカフェ・ガリアーノという飲み物が流行していた（詳細は「ガリアーノを使ったカクテル」の節を参照のこと）。第二次大戦後になると、ガリアーノの製造権は、ヴァッカリ家からDistillerie Riunite di Liquori S.p.A.に移った。生産拠点も1997年現在、ミラノ近郊のソラロという場所で行うようになった。ちなみに、ガリアーノのボトルは大変背が高いことで知られているものの、こちらは戦争の関係ではなく、イタリアの建築に見られるコリント式の円柱をモチーフにしたものである。2011年現在、ガリアーノは、そのままストレートで飲まれるだけではなく、カクテルに利用されたり、製菓に利用されたりしており、その消費地はイタリアのみならず、各地に輸出されている。

## 製造法
ガリアーノの製造法は、完全には公開されていない。しかしながら、おおよそ次のようなものだとされる。まず、ベースは中性スピリッツであり、これに香味材料を浸漬する。この時、バニラは、中性スピリッツに一定期間浸漬した後、2回ほど圧搾することで、バニラ風味の混成酒を作り、これをタンクに一定期間貯蔵しておく。アニスは、中性スピリッツに一定期間浸漬した後、蒸留という操作を行うことで、アニス風味の混成酒を作る。他、ジュニパー・ベリー、ヤロー（yarrow、セイヨウノコギリソウ）でもアニスと同様の操作を行い、それぞれの風味の混成酒を作る。さらに、様々な植物を混ぜたものでも、アニスと同様の操作を行い、それらの香味が付いた混成酒が作られる。こうしてできた5種類の混成酒を、ある割合で混合し、数ヶ月間タンクで貯蔵する。その後、中性スピリッツ、砂糖、水などを適量加える。こうして、アルコール度数35度、エキス分33％に調整されたものが製品となっているとされる。

## ガリアーノを使ったカクテル
カフェ・ガリアーノ （Caffe Galliano）
カフェ・ガリアーノは、イタリアから渡った移民によってアメリカに伝えられ、20世紀初頭にはニューヨークで流行したことで知られる。ホットコーヒーの飲み方の1つとの見方もあるが、カクテルの1つ（暖かいタイプのロングドリンク）と見なすこともできる。作り方は、まずコーヒーカップにガリアーノ（約20ml）を注ぐ。そこへ暖かいコーヒー（約100ml）を注ぎ入れ、最後にホイップクリーム（約20ml）を浮かせれば完成である。
ゴールデン・キャデラック （Golden Cadillac）
グラスホッパーと似たカクテル。グラスホッパーのバリエーションのひとつ。
ゴールデン・ドリーム （Golden Dream）
詳細は、ゴールデン・ドリームの記事を参照のこと。
ハーベイ・ウォールバンガー （Harvey Wallbanger）
詳細は、ハーベイ・ウォールバンガーの記事を参照のこと。
ホワイト・サテン （White Satin）
詳細は、ホワイト・サテンの記事を参照のこと。

## 主な参考文献
- 福西英三 『リキュールブック』 柴田書店 1997年7月1日発行 ISBN 4-388-05803-3